# L'incantesimo Harry Potter
L'incantesimo Harry Potter è un saggio apparso in lingua italiana sull'opera di J. K. Rowling. Scritto da Marina Lenti, è stato pubblicato per la prima volta nel 2006 e ha vinto il Premio Italia 2007 come miglior saggio in volume sul Fantastico. Nello stesso anno è stato ripubblicato in edizione aggiornata al settimo romanzo e al quinto film (con anticipazioni sul sesto). Nel 2010 è stato pubblicato in formato e-book. Nel 2012 l'ebook è stato ripubblicato con un capitolo aggiuntivo incentrato sull'impatto editoriale di Pottermore.
La copertina è firmata da Max Bertolini, già disegnatore di Nathan Never per Bonelli Editore, mentre le illustrazioni interne a carboncino sono state realizzate dall'artista pavese Chiara Codecà.
La prima edizione del saggio, ormai fuori catalogo, è divenuta un articolo ricercato dai collezionisti.

## Edizioni
- Marina Lenti, L'incantesimo Harry Potter, Delos Books, 2006, ISBN 88-89096-38-1.
- Marina Lenti, L'incantesimo Harry Potter, 2ª ed., Delos Books, 2007, ISBN 978-88-89096-76-5.
- Marina Lenti, L'incantesimo Harry Potter, 3ª ed., Delos Books, 2010, ISBN 978-88-6530-091-6.
- Marina Lenti, L'incantesimo Harry Potter, 4ª ed., Delos Books, 2012, ISBN 978-88-6530-386-3.